# متوسط (إحصاء)

في علم الإحصاء، لدى المتوسط ثلاثة معانٍ متصلة:
- المتوسط الحسابي لعينة (تتميز عن المتوسط الهندسي أو المتوسط التوافقي.
- القيمة المتوقَعة للمتغير العشوائي.
- متوسط التوزيع الاحتمالي (probability distribution).

هناك مقاييس إحصائية أخرى من النزعة المركزية (central tendency) التي يجب ألا تختلط بالمتوسطات - بما في ذلك 'الوسيط و'المنوال'. تستخدم التحليلات الإحصائية أيضًا عادةً مقاييس التشتت (dispersion)، مثل المدى (range), أو المدى الربيعي (interquartile range), أو الانحراف المعياري. لاحظ أنه ليس كل التوزيع الاحتمالي (probability distribution) لديه متوسط محدد؛ انظر توزيع كوشي على سبيل المثال.
لمجموعة البيانات (data set)، المتوسط الحسابي يساوي مجموع القيم مقسوما على عدد القيم. المتوسط الحسابي لمجموعة من الأرقام x1, x2, ..., xn يُشار إليه عادةً بـ{\displaystyle {\bar {x}}}، وتُنطَق "x bar". إذا اعتمدت مجموعة البيانات على مجموعة من الملاحظات التي حصلت عليها العينة من التعداد السكاني (statistical population), يُطلَق على المتوسط الحسابي «متوسط العينة» (sample mean) ({\displaystyle {\bar {x}}}) لتمييزها عن «متوسط السكان» (population mean) ({\displaystyle \mu } أو {\displaystyle \mu }x). بالنسبة لعدد السكان المحدود، يتساوى متوسط سكان عقار مع المتوسط الحسابي للعقار المُعطَى مع الأخذ في الاعتبار كل فرد من السكان. على سبيل المثال، يتساوى متوسط ارتفاع السكان مع مجموع ارتفاعات كل فرد مقسومًا على العدد الكلي للأفراد.
قد يختلف متوسط العينة عن متوسط السكان، خاصًة للعينات الصغيرة. يملي قانون الأعداد الكبيرة إنه كلما ازداد حجم العينة، كان متوسط العينة أقرب إلى متوسط السكان.
بالنسبة إلى التوزيع الاحتمالي، يتساوى المتوسط مع مجموع أو تكامل كل قيمة ممكنة ترجحها احتمالية هذه القيمة. في حالة وجود التوزيع الاحتمالي المنفصل، يُحسَب متوسط المتغير العشوائي المنفصل x عن طريق أخذ نتاج كل قيمة ممكن من x واحتمالها P(x), ثم إضافة جميع هذا النتاج معًا، معطيةً {\displaystyle \mu =\sum xP(x)}.
بالإضافة إلى علم الإحصاء، تُستَخدم المتوسطات في الهندسة والتحليل، وقد تم تطوير مجموعة واسعة من المتوسطات لهذه الأغراض، والتي لا تستخدم كثيرًا في مجال علم الإحصاء. يتم سرد أمثلة من المتوسطات أدناه.

## أمثلة للمتوسطات

### المتوسط الحسابي
المتوسط الحسابي هو المتوسط المعيارى، وغالبا ما يدعى ببساطة المتوسط.
{\displaystyle {\bar {x}}={\frac {1}{n}}\cdot \sum _{i=1}^{n}{x_{i}}}
قد يتداخل المتوسط في كثير من الأحيان مع الوسيط أو الواسطة أو المدى. والمتوسط هو المتوسط الحسابي لمجموعة من القيم، أو التوزيع، ولكن لتوزيعات منحرفة، المتوسط ليس بالضرورة هو نفس القيمة المتوسطة (وسيط)، أو على الأرجح (واسطة). على سبيل المثال، ينحرف متوسط الدخل للأعلى بعدد قليل من الأشخاص ذوى الدخول المرتفعة، بحيث أن الغالبية لديها دخل أقل من المتوسط. على النقيض من ذلك، فإن الوسيط للدخل هو المستوى حيث نصف الناس أعلى والنصف الآخر اسفل. اما الواسطة للدخل يشبة كثيرا الدخل، ويضم العدد الأكبر من الناس من ذوي الدخل المنخفض. والوسيط أو الواسطة في كثير من الأحيان تكون قياسات أكثر سهولة لمثل هذه البيانات.
ومع ذلك، فإن العديد من التوزيعات المنحرفة يكون أفضل وصف لها هو المتوسط—مثل التوزيع الأسي وتوزيعات بواسون.
على سبيل المثال، المتوسط الحسابي لستة قيم مثل: 34، 27، 45، 55، 22، 34 هو
{\displaystyle {\frac {34+27+45+55+22+34}{6}}={\frac {217}{6}}\approx 36.167.}

### المتوسط الهندسي
المتوسط الهندسي هو متوسط مفيد لمجموعات من الأعداد الموجبة التي يتم تفسيرها وفقا لحاصل الضرب، وليس الجمع (كما هو الحال مع المتوسط الحسابي) مثل معدلات النمو.
{\displaystyle {\bar {x}}=\left(\prod _{i=1}^{n}{x_{i}}\right)^{1/n}}
على سبيل المثال، فإن المتوسط الهندسي للستة قيم الاتية: 34، 27، 45، 55، 22، 34 هو:
{\displaystyle (34\cdot 27\cdot 45\cdot 55\cdot 22\cdot 34)^{1/6}=1,699,493,400^{1/6}\approx 34.545.}

### المتوسط التوافقي
المتوسط التوافقي هو المتوسط المناسب لمجموعات من الأرقام التي تم تعريفها في علاقة لها بعض وحدات القياس، على سبيل المثال السرعة (مسافة لكل وحدة من الوقت).
{\displaystyle {\bar {x}}=n\cdot \left(\sum _{i=1}^{n}{\frac {1}{x_{i}}}\right)^{-1}}
على سبيل المثال، المتوسط المتناسق للقيم الستة: 34، 27، 45، 55، 22، و 34 هو
{\displaystyle {\frac {6}{{\frac {1}{34}}+{\frac {1}{27}}+{\frac {1}{45}}+{\frac {1}{55}}+{\frac {1}{22}}+{\frac {1}{34}}}}={\frac {60588}{1835}}\approx 33.0179836.}

### العلاقة بين المتوسط الحسابى والهندسى والمتناسق.
و العلاقة بين المتوسط الحسابى (AM)والمتوسط الهندسي (GM) والمتوسط المتناسق (HM) يمكن تعميمها على النحو التالي:

{\displaystyle AM>=GM>=HM}

المساواة ليست ممكنة إلا عندما تكون جميع عناصر العينة المعطاة متساوون.

### المتوسطات المعممة

#### المتوسط الأسى
والمتوسطات المعممة، والمعروف أيضا بالمتوسط الاسى أو متوسط هولدر، هي تلخيص للمتوسطات الحسابية والهندسية والتوافقية والمتوسط من الدرجة الثانية. وهو ما يتم تعريفه لمجموعة من الأرقام االموجبة سi وعددها ن  بالاتى
{\displaystyle {\bar {x}}(m)=\left({\frac {1}{n}}\cdot \sum _{i=1}^{n}{x_{i}^{m}}\right)^{1/m}}
عن طريق اختيار القيمة المناسبة للمتغير m نحصل على
| {\displaystyle m\rightarrow \infty }  | "أقصى قيمة"              |
| {\displaystyle m=2}                   | متوسط من الدرجة الثانية، |
| {\displaystyle m=1}                   | المُتَوَسَِّطُ الحِسابِيّ          |
| {\displaystyle m\rightarrow 0}        | المُتَوَسِّطُ الهَنْدَسِيّ          |
| {\displaystyle m=-1}                  | المُتَوَسِّطُ المتناسق         |
| {\displaystyle m\rightarrow -\infty } | "أَصْغَرِ قيمة"              |

#### متوسط الدالة f
هذه يمكن تعميمها إضافة لتعميممتوسط الدالة f
{\displaystyle {\bar {x}}=f^{-1}\left({{\frac {1}{n}}\cdot \sum _{i=1}^{n}{f(x_{i})}}\right)}
ومرة أخرى الخيارالمناسب للدالة {\displaystyle f}f القابلة للعكس سيعطي (| {\displaystyle f(x)=x} | | المتوسط الحسابي،
| --
| {\displaystyle f(x)={\frac {1}{x}}} | | المتوسط المتناسق،
| --
| {\displaystyle f(x)=x^{m}} | المتوسط الاسى،
| --
| {\displaystyle f(x)=\ln x} | | المتوسط الهندسى هندسي.
|)

### المتوسط الحسابى المجمع
والمتوسط الحسابى المجمع يتم استخدامه، إذا كان أحد يريد أن يجمع متوسط القيم لعينات من نفس التوزيع مع عينات مختلفة الأحجام:
{\displaystyle {\bar {x}}={\frac {\sum _{i=1}^{n}{w_{i}\cdot x_{i}}}{\sum _{i=1}^{n}{w_{i}}}}.}
والتجميعات {\displaystyle w_{i}} تمثل حدود عينة جزئية. وفي تطبيقات أخرى تمثل القياسات بمدى موثوقيتها وتأثيرها على المتوسط بقيم خاصة.

### المتوسط المقتطع
في بعض الأحيان ربما تحتوى مجموعة من الأرقام على قيم متطرفة، أي مسند والذي هو أقل بكثير أو أعلى بكثير من الآخرين.
و في كثير من الأحيان، تكون هذه القيك المتطرفة ناجمة عن الخطاء في اخذ البيانات. وفي هذه الحالة يمكن استخدامالمتوسط المقتطع. أنه ينطوي على تجاهل أجزاء من البيانات المعطاة والتي تتطرف بعيدا عن الاخرين، وعادة ما تكون نسب مئوية متساوية تقتطع عند كل نهاية، ومن ثم يأخذ المتوسط الحسابي للبيانات المتبقية. وعدد القيم المزالة من كل طرف يظهر كنسبة مئوية من مجموع عدد القيم.

### المتوسط الربيعى
والمتويط الربيعى هو مثال محدد للمتوسك المقتطع. هو ببساطة المتوسط الحسابي بعد إزالة ربع القيم الدنيا العليا.
{\displaystyle {\bar {x}}={2 \over n}\sum _{i=(n/4)+1}^{3n/4}{x_{i}}}
بافتراض أن القيم قد رتبت، لذلك هو ببساطة مثال محدد للمتوسط الوزنى لمجموعة محددة من الأوزان.

### متوسط دالة
في حساب التفاضل والتكامل، وخصوصا حساب التفاضل والتكامل متعدد المتغيرات، يعرف متوسط الدالة ببساطة على انه قيمة متوسط الدالة على مجالها. وفي حالة متغير واحد، يكون متوسط الدالةf(x) خلال الفترة (a ، b) يعرف كالاتى
{\displaystyle {\bar {f}}={\frac {1}{b-a}}\int _{a}^{b}f(x)\,dx.}
```
(انظر أيضا 
نظرية قيمة المتوسط.)
 في حالة العديد من المتغيرات، المتوسط 
لمجالمحكمنسبيا
 
U
 في 
الفضاء
 
الإقليدي
 يعرف كالاتى
```

{\displaystyle {\bar {f}}={\frac {1}{{\hbox{Vol}}(U)}}\int _{U}f.}
و هذا يعمم المتوسط الحسابي. ومن ناحية أخرى، فإنه من الممكن أيضا تعميم المتوسط الهندسي إلى دوال من خلال تحديد المتوسط الهندسي للدالةf لتكون
{\displaystyle \exp \left({\frac {1}{{\hbox{Vol}}(U)}}\int _{U}\log f\right).}
و بصورة أعم، في نظرية القياس ونظرية الاحتمالات أي من الترتيب للمتوسطات يلعب دورا هاما. وفي هذا السياق، تحتل متباينة جنسن مكانة كبيرة في العلاقة بين بين هذين المفهومين المختلفين لمتوسط الدالة.
وهناك أيضا متوسط متناسق للدوال ومتوسط من الدرجة الثانية (أو جذر مربع المتوسط) للدوال. وفي الواقع، كل واحدة من حسابات التفاضل والتكامل الغير نيوتونية العديدة واللا نهائية لديها متوسط «طبيعي» للدوالها.

### متوسط الزوايا
معظم الوسائل المعتادة تفشل في الكميات الدائرية، مثل الزاويا، والاقطار والجزء الكسري للعدد الحقيقي. فلهذه الكميات نحتاج إلى متوسط للكميات الدائرية.

### متوسط فريتشيت
ويوفر متوسط فريتشيت طريقة لتحديد «المركز» لتوزيع كتلى على سطح ما أو، بشكل أعم، مشعب ريمانيان. وعلى عكس العديد من المتوسطات الأخرى، فان متوسط فريتشيت يتم تعريفه على انة الفراغ الذي لا يمكن بالضرورة لعناصره ان تجمع مع بعضها أو تضرب في اعداد.

### ومن المتوسطات الأخرى
- المتوسط الحسابي - الهندسي
- المتوسط الحسابي ، التناسقى
- متوسط سيسرو
- متوسط شيسينى
- المتوسط التناسقى
- المتوسط المتماثل الابتدائى
- المتوسط الهندسى -التناسقى
- متوسط هاينز
- متوسط هيرونيان
- متوسط ايدينتريك
- متوسط أقل المربعات
- متوسط ليمر
- المتوسط الوغاريتمي
- الوسيط
- المتوسط المتحرك
- جذر مربع المتوسط
- متوسط ستلروسكى
- المتوسط الهندسى الوزنى
- المتوسط التناسقى الوزنى
- مقياس رينيى (أ المعمم ، لمتوسط الدالة f)

## الخصائص
جميع المتوسطات لها بعض الخصائص المشتركة بالإضافة إلى بعض الخصائص التي تشترك بين المتوسطات الأكثر شيوعا.
بعض من هذه الخصائص جمعت هنا.

### المتوسط الوزنى
والمتوسط الوزنى {\displaystyle M} هو الدالة التي تؤدى بسلسة الأرقام الموجبة إلى رقم موجب
{\displaystyle M:(0,\infty )^{n}\to (0,\infty )}
ولذلك نذكر الخصائص التالية:
- "النقطة الثابتة" : M (1,1... 1) = 1
- التجانس: M (λ x 1 ... λ xn) == λ M(x 1 ... xn) لجميع λ و Xi . ملاحظة: M (λ x) == λ ' لجميع n من المتجهات.
- الرتابة: إذا Xi ≤ Yi لكل i ، إذاMx ≤ My

وهذا يتبع
- عدم الحصر: اقل x ≤ Mx ≤ x القصوى '
- الاستمرارية: {\displaystyle \lim _{x\to y}Mx=My}
- وهناك متوسطات غير قابلة للتفاضل0 على سبيل المثال، العدد الأكبر لتتابع محدد يعد متوسطا (لانه يماثل حالة قوية لأس المتوسط أو يماثل حالة خاصة للوسيط), ولكن غير قابل للتفاضل.
- جميع الوسائل المذكورة أعلاه، باستثناء معظم الدوال f المعممةتلبى الخصائص التالية.
  - إذاكانت {\displaystyle f} دالة تعرف كالاتى f(x)=y ، فان المتوسط المعمم للدالة f يلبى خاصية النقطة الثابتة.
  - إذاكانت {\displaystyle f} دالة مرتبة تماما، يكوم المتوسط المعمم للدالة f يلبي خاصية الرتابة.
  - وبصفة عامة المتوسط المعمم للدالة f ، سيفقد خاصية التجانس.

الخصائص المذكورة أعلاه تعني تقنيات لبناء متوسطات أكثر تعقيدا:
إذا C ، M 1 ... M  m هي متوسطات وزنية و p هو رقم حقيقي موجب،
إذا A و B يعرفان كالاتى
{\displaystyle Ax=C(M_{1}x,\dots ,M_{m}x),}
{\displaystyle Bx={\sqrt[{p}]{C(x_{1}^{p},\dots ,x_{n}^{p})}},}
هي أيضا متوسطات وزنية.

### المتوسطات الغير وزنية
ويقال بشكل بديهى، ان المتوسط الغير وزنى هوالمتوسط الوزنى ولكن بأوزان متساوية.
منذ تعريفنا للمتوسط الوزنى أعلاه لا تعرض أوزان خاصة،
والاوزان المتساوية يجب أن يتأكد منها بطرق مختلفة.
وهناك جهة نظر مختلفة بشأن الأوزان المتجانسة هي، أن المدخلات يمكن ان تتبادل دون تغيير في النتيجة.
ومن ثم نعرف M على أنها متوسط غير وزنى إذا كانت متوسط وزنى
ولكل π تبديل للمدخلات، تكون النتيجة هي نفسها.
التماثل: Mx = M (π x) لجميع n من التتابعات π π والتبديلات على n من التتابعات.
بالتشابه مع المتوسطات الوزنية،
إذا كانت C هي متوسطه وزنى، وM 1 ... Mm هي متوسطات غير وزنية
p هو رقم حقيقي موجب،
إذا A و B يعرفان كالاتى
{\displaystyle Ax=C(M_{1}x,\dots ,M_{m}x),}
{\displaystyle Bx={\sqrt[{p}]{M_{1}(x_{1}^{p},\dots ,x_{n}^{p})}},}
هي أيضا متوسطات غير وزنية.

### تحويل المتوسط الغير وزنى إلى متوسط وزنى.
يمكن للمتوسط الغير وزنى ان يتحول إلى متوسط وزنى بتكرار العناصر.
وهذا لالتصال يمكن ان يستخدم أيضا للقول بأن المتوسط هو صيغة وزنية للمتوسط الغير وزنى.
بافتراض ان لديك متوسط غير وزنى M , و
اوزن الأرقام بالأعداد الطبيعية {\displaystyle a_{1},\dots ,a_{n}} (إذا كانت الأرقام منطقية، إذا قم بضربهم في اصغر مقام مشترك.)
إذا المتوسط الوزنى الناتج {\displaystyle A} يمكن الحصول عليه من خلال
{\displaystyle A(x_{1},\dots ,x_{n})=M(\underbrace {x_{1},\dots ,x_{1}} _{a_{1}},x_{2},\dots ,x_{n-1},\underbrace {x_{n},\dots ,x_{n}} _{a_{n}}).}

### متوسطات لمتتابعات من احجام مختلفة
إذاكانت {\displaystyle M}معرفة لمتتابعات من احجام متعدده،
إذا يمكن توقع ان المتوسط للمتتابعة يحدد من خلال متوسطات الاقسام.
بصفة أدق
- باعطائك متتابعة معينة {\displaystyle x} ، والمقسمة إلى {\displaystyle y_{1},\dots ,y_{k}} y_k ، إذا فإنها {\displaystyle Mx\in \mathrm {convexhull} (My_{1},\dots ,My_{k})} (انظر Convex hull))

## التوزيع ومتوسطات العينة
المتوسط لتوزيع ما له قيمة متوقعة μ ، والمعروفة باسم متوسط التوزيع. ومتوسط العينة يؤدى إلى تقدير جيد لمتوسط التوزيع، لانة قيمته متوقعة كما هو الحال في متوسط التوزيع (الإسكان). ومتوسط العينة لتوزيع هو متغير عشوائي، وليس ثابتا، وبالتالي فسيكون له توزيعه الخاص. لعينة عشوائية لعدد من الملاحظات n من التوزيع الطبيعى العادى، يكون متوسط توزيع العينة هو
{\displaystyle {\bar {x}}\thicksim N\left\{\mu ,{\frac {\sigma ^{2}}{n}}\right\}.}
في كثير من الأحيان، لأن التباين للتوزيع يكون غير معروف، فانة يحدد من خلال مجموع متوسط المربعات، والذي يغير توزيع متوسط العينة من التوزيع العادي إلى توزيع الطالب t مع n—1 من درجات الحرية.